# Крутоярівка (Берестинський район)
Крутоя́рівка — село в Україні, у Берестинському районі Харківської області. Населення становить 313 осіб. Орган місцевого самоврядування — Розсохуватська сільська рада.

## Географія
Село Крутоярівка знаходиться на правому березі річки Вошива, вище за течією на відстані 4 км розташоване село Розсохувата, нижче за течією на відстані 2 км розташоване село Гутирівка, на протилежному березі на відстані 3 км розташоване селище Кегичівка. Через село проходить залізниця, найближчі станції Шляховий (2,5 км) і Кегичівка (6 км). По селу протікає пересихаючий струмок з загатами.

## Історія
1770 — дата заснування.
Під час організованого радянською владою Голодомору 1932—1933 років померло щонайменше 64 жителі села.

## Економіка
- Молочно-товарна ферма, машинно-тракторні майстерні.

## Об'єкти соціальної сфери
- Будинок культури.

## Відомі люди
- Бондаренко Михайло Федорович — народився в 1944 році в селі Крутоярівка, ректор Харківського національного університету радіоелектроніки (ХНУРЕ)
- Макаренко Володимир — народився 22 квітня 1966 року селі Крутоярівка, захищав ворота команд «Зірка» (Городище), «Металург» (Маріуполь), «Шахтар» (Макіївка). Після закінчення ігрової кар'єри став тренером маріупольського «Металурга».